# Mayana Zatz
Mayana Zatz (n. Tel Aviv; 16 de julio de 1947) es una bióloga molecular y genetista brasileña.
Es profesora en la Universidad de São Paulo, y secretaria académica en la actualidad.

## Biografía
Nació en Tel Aviv en 1947, casi un año antes de la creación del Estado de Israel. Al poco tiempo, se trasladó a Francia con su familia, viviendo allí hasta los siete años. Mayana arribó a Brasil con su familia en 1955. Desde la infancia, se interesó por la biología.
Durante sus cursos universitarios, fue una interna becaria, con Oswaldo Frota-Pessoa, teniendo así sus primeros contactos con la genética humana.
En 1968 obtuvo una licenciatura en Biología en la Universidad de São Paulo, y su M.Sc. y un D.Sc. en Ciencias Biológicas de la misma alta casa de estudios en 1970 y 1974, respectivamente, realizando un postdoctorado en Genética médica en la Universidad de California, sede Los Ángeles (UCLA), en 1977, y una libre-docencia en la Universidad de São Paulo, en 1987. Mayana se interesó en el estudio de distrofias musculares, cuando estaba en la universidad, y siguió a un paciente de una familia con una alta incidencia de la enfermedad, y que quería formar una familia.
En 1969, la Dra. Zatz comenzó su accionar profesional en consejera genetista para familias que portan genes de miastenia gravis (una enfermedad neuromuscular grave]], con el fin de evaluar, así como de informar el riesgo de tener hijos con problemas similares. Luego, a más de diez años más tarde, se puso en contacto con esas familias otra vez, encontrando que la mayoría de las familias de alto riesgo habían evitado tener hijos. Por otro lado, Mayana se sorprendió al ver la forma en que los niños enfermos, nacidos durante ese período, habían sido abandonados. Esos infantes, que en general tuvieron un desarrollo mental normal, y cuya problemática muscular no fue tratada, ni fueron a la escuela, ni siquiera se sometieron a terapia física, fueron el fruto de la incomprensión de los padres y del descuuido del Estado.
Entre 1975 y 1977, estuvo en Estados Unidos, donde Mayana hizo el postdoctorado por la Universidad de California, bajo la orientación de Michael M. Kaback y de David S. Campion.
Debido a la precariedad de los tratamientos de dolencias musculares en el Brasil, en 1981, Mayana y su grupo fundaron la «Asociación Brasileña de Distrofia Muscular» (ABDIM), en el Instituto de Biociencias de la USP. Siete años más tarde, obtuvo la ubicación física para la sede de la organización. ABDIM, que fue el primer centro de asistencia de portadores de distrofia en Latinoamérica, tratando semanalmente a cerca de 100 niños y adolescentes, divididos dentro de grupos diarios de veinte pacientes, además de esporádicas visitas que sumaban aproximadamente 300 personas por mes. Desde su fundación, la organización ha asistido a más de 1000 (mayormente pobres); siendo primero seleccionados y después de la confirmación de la enfermedad, enviados a las asociaciones para el tratamiento de por vida. ABDIM ofrece terapias físicas, hidroterapia, actividades recreacionales, actividades para estimular la creatividad y el razonamiento, adesides psychological group and individual support for the carriers and their relatives.
Actualmente Mayana es miembro del Proyecto Genoma Humano Internacional de la Academia de Ciencias del Estado de São Paulo, y en la Academia Brasileña de Ciencias. De acuerdo al Instituto para la Información Científica, sus artículos han sido citados 1.500 veces, en 102 publicaciones entre 1977 y 1997. Ha publicado 173 trabajos y aproximadamente 150 artículos en revistas extranjeras, tales como "Nature Genetics" y "Human Molecular Genetics". Mayana es también columnista de la revista brasileña Veja Magazine.
Desde el comienzo de su carrera, Mayana ha ayudado a aproximadamente 16.000 personas de familias afectadas por enfermedades genéticas (mayormente problemas neuromusculares), que es el mayor número de casos registrados en el mundo. Hacia finales de 1995, Mayana, la profesora Maria Rita Passos Bueno, y la doctorando Eloísa de Sá Moreira fueron los primeros científicos en el mundo en hallar uno de los genes relacionados con la distrofia, que afecta tanto brazos como piernas. También mapearon el gen responsable del síndrome de Knobloch, que causa un tipo de progresiva ceguera.

## Algunas publicaciones
Hasta julio de 2007, publicó 280 trabajos científicos.

### Libros
- mayana Zatz. 2009. Células-tronco: pesquisa e novos desafios éticos. Editor Grupo de Óptica - IFSC, 290 pp.

- ---------------. 1973. Atividade de creatina-fosfoquinase (CPK) e estudos de ligação em distrofias musculares progressivas de herança ligada ao X. 191 pp.

- ---------------. 1970. Detecção de heterozigotas quanto ao gene da distrofia muscular progressiva tipo Duchenne. 70 pp.

## Honores
Los logros de la profesora Zatz han sido reconocidos y ha recibido muchos premios, incluyendo los:
- 2011: Galardón Honoris Causa por la UNAM.

- 2009: Premio México de Ciencia y de Tecnología 2008.[6]

- 2009: Premio Walter Schmidt, conferido por la empresa Fanem, para destacar personalidades que promueven el desenvolvimiento del sector de la salud brasileña.

- 2006: Personalidad del Año de la Ciencia, según la Revista ISTOÉ Gente.[7]

- Premio año 2001 de L'Oréal-UNESCO a mujeres científicas latinoaméricas.[8]

- Galardón a la Mujer Claudia del Año 2001, por la revista Claudia Magazine.